# Зырянка (приток Колымы)
Зыря́нка — река в Якутии России, левый приток Колымы. Длина реки — 299 км, площадь водосборного бассейна — 7310 км². Берёт начало между хребтами Гармычан и Момский, ниже впадения реки Сибик протекает в пределах Колымской низменности. Питание снеговое и дождевое. Замерзает в середине октября, вскрывается в конце мая.

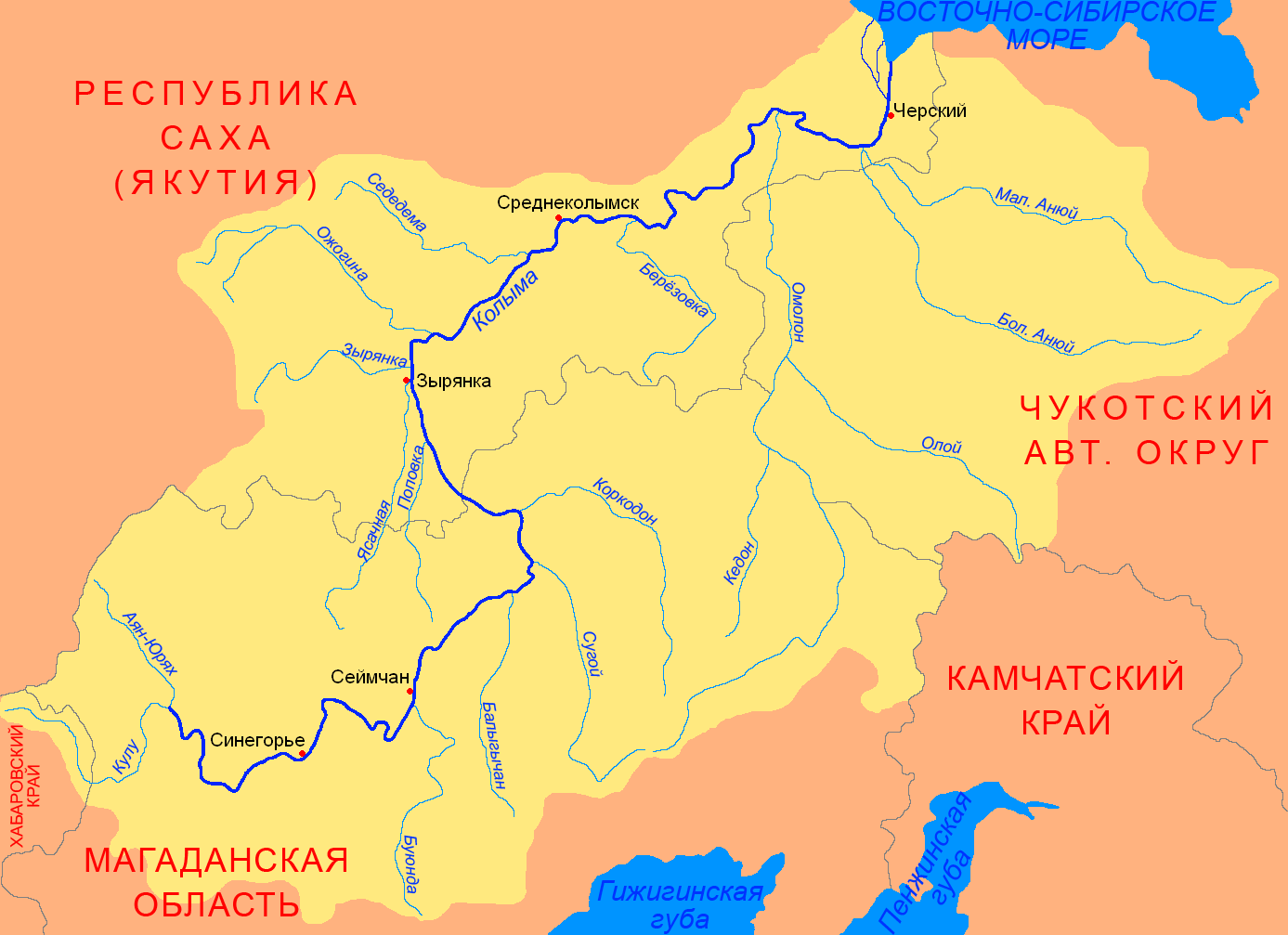
Бассейн реки Колыма